# Ecotoxicologia
L'ecotoxicologia és la ciència que tracta dels efectes quantitatius i qualitatius adversos (tòxics) dels agents físics i químics en els organismes vius de la natura, especialment en poblacions i comunitats que defineixen l'ecosistema i incloent les vies de transferència d'aquests agents i les seves interaccions amb el medi ambient. Inclou els conceptes de contaminació ambiental urbana i el de contaminació d'espais naturals. Pot estudiar els efectes sobre una part d'un ecosistema o sobre la seva totalitat.
En temps passat només eren considerats els aspectes químics en els residus industrials però en els darrers anys ha adquirit una major importància a causa fonamentalment de la considerable expansió de la indústria i del creixement de les diferents branques de la química industrial: agrícola, nuclear, alimentària, plàstics i resines, farmacèutica, etc. Actualment la determinació directa de la toxicitat, per mitjà d'anàlisis de laboratori i vigilància al medi ambient, han adquirit gran importància.
Els termes ecotoxicitat i ecotoxicologia van ser creats per la US Toxic Substances Control Act en 1979 per incloure un concepte únic que inclogués tant avaluacions sanitàries (humans i animals) com ecològiques (impacte a organismes de diferents nivells).